# 多賀の浜海水浴場
多賀の浜海水浴場（たがのはまかいすいよくじょう）は、兵庫県淡路市多賀にある海水浴場である。

## 概要
淡路島西海岸、旧一宮町市街地の郡家と江井の中間に位置する。砂浜は約1.5kmにも及び、淡路島で2番目に大きなビーチである。北側に遠浅のビーチ、中央に普通のビーチ、南側に芝生広場がある。
2000年 (平成12年)に「音と光」をテーマにして防災機能の向上などの海岸の整備を行った。高い波にならないように人工リーフが敷かれており、突堤（T字型防波堤）で囲うことで波の進入を防いでいるため、波は穏やかである。
多賀の浜海水浴場は兵庫県で水質が「特に良好」とされるAAの評価があり、遠浅の海であるために、泳いでいる魚や波に漂うワカメが見られる。
ビーチは2種類に分かれており、北側には遠浅のビーチ、南側には遠浅でない普通のビーチが広がっている。

## 施設
- 更衣室（無料）
- シャワー（無料）
- 駐車場（普通車500円）
- 海の家（にぎわい広場）5軒

## アクセス
- 神戸淡路鳴門自動車道 津名一宮ICから車で8分
- 郡家バス停（あわ神あわ姫バス）から徒歩11分